# Monica Carlin
Monica Carlin (Trento, 20 giugno 1971) è un'ultramaratoneta italiana.

## Biografia
Dopo aver conseguito il diploma in pianoforte presso il conservatorio di Trento nel 1993 e la laurea in giurisprudenza presso l'Università di Trento nel luglio del 1995, Monica Carlin intraprende la professione di avvocato civilista. In età giovanile ha praticato sci da discesa, pattinaggio, tennis e tennis tavolo, con buoni risultati in quest'ultima disciplina. Predilige però gli sport di resistenza quali trekking in montagna, sci di fondo, sci alpinismo, nuoto e bici. Nel 2005 disputò alcune gran fondo di ciclismo su strada arrivando seconda assoluta nel percorso breve della Gran Fondo Barilla di Parma (84 km con un dislivello di 902 metri e una velocità media di 36,43 km/h) e aggiudicandosi così il titolo italiano forense di bici su strada. Termina la Oetztaler Radmarathon (243 km e 5.500 metri di dislivello attivo) in poco meno di 10 ore e 18 minuti.
Durante le uscite podistiche domenicali attorno al Lago di Levico, Carlin s'imbatte spesso in Stefano Sartori che, notando i suoi buoni ritmi, la incita ad allenarsi per disputare qualche gara di corsa; è solo però dopo la sua prima competizione podistica, la Maratona di Milano del 2004, che Monica Carlin si dedica al podismo, affidandosi a Stefano Sartori che le fa sia da allenatore che da manager.
Dopo un 2005 che la vide migliorare per ben tre volte il personale in maratona, è il 2006 che la lancia sia a livello italiano con 3 titoli assoluti italiani (50 km, 100 km, salita ultra), che mondiale con un argento individuale e oro a squadre (mondiale 100 km Korea), e la vittoria con record nella 100 km del Passatore (record che resisteva dal 1991 ed era detenuto da Eleanor Adams Robinson).
Il 2007 si apre con l'inserimento di Carlin nell'élite mondiale dell'atletica. Dal 2007 infatti Monica Carlin viene controllata in allenamenti e gare dalla federazione internazionale di atletica (IAAF) con il Whereabouts Programm.
Sempre nel 2007 Carlin partecipa a 22 gare vincendone 12 (tra cui 6 maratone: è la donna ad essersi aggiudicata il maggior numero di maratone sulle 53 disputate sul suolo italiano nel 2007), arrivando seconda in due e terza in altre due.
Ai Mondiali della specialità 100 km giunse quinta assoluta e terza della categoria master, mentre nella competizione europea salì sul terzo gradino del podio sia a livello individuale che con la squadra.
Grandi soddisfazioni anche nel 2008 con 12 gare vinte (7 maratone, 4 ultramaratone, una 31 km) su 19 disputate. Da sottolineare la prestazione ottenuta il 19 aprile nella 6 ore Bergamasca che con 80,705 km le valse la miglior prestazione italiana sulla distanza percorsa sulle 6 ore su strada. Riconferma mondiale alla 100 km degli Etruschi l'8 novembre 2008 con il terzo gradino del podio mondiale e secondo europeo.
Le 7 gare vinte sulle 19 disputate annotano positivamente il 2009, anno impreziosito dal podio mondiale nella specialità dei 100 km ai campionati di Torhout (Belgio). La stagione agonistica 2010 fu molto travagliata. Dopo la vittoria alla maratona di Ragusa in gennaio Carlin si fratturò il secondo metatarso del piede destro. Fu così costretta a due mesi di inattività fisica pressoché totale e altri due di attività podistica molto limitata. Tuttavia dopo un promettente 4º posto alla "Pistoia Abetone" a fine giugno, l'attività riprese pienamente e positivamente tanto che tre vittorie in maratona, il record italiano della sei ore su pista e un secondo posto ai mondiali della 100 km, segnarono l'ultima stagione agonistica andando molto al di là delle più rosee aspettative.
In un'analisi dei piazzamenti ai mondiali della 100 km, la specialità favorita di Carlin, l'atleta si è dimostrata senz'altro la più costante negli ultimi 5 anni.
L'anno 2011, malgrado gli infortuni, si chiuse con 23 gare disputate e 10 vittorie delle quali 4 in maratona e 2 nella mezza maratona.
Non tutto andò per il verso giusto nemmeno nell'anno 2012: acciacchi vari compromisero l'appuntamento clou dell'anno ovvero i mondiali della 100 km in Italia. I Mondiali si chiusero infatti in anticipo per Carlin con il ritiro dalla competizione. L'amarezza è stata tuttavia in parte compensata dal ritocco del record del difficile percorso di una delle sue gare favorite, la 100 km del Passatore: il record del 2008 di 7 h 39 min 43 s fu abbassato di quasi 5 minuti, portandolo a 7 h 35 min e 7 s.

## Palmarès

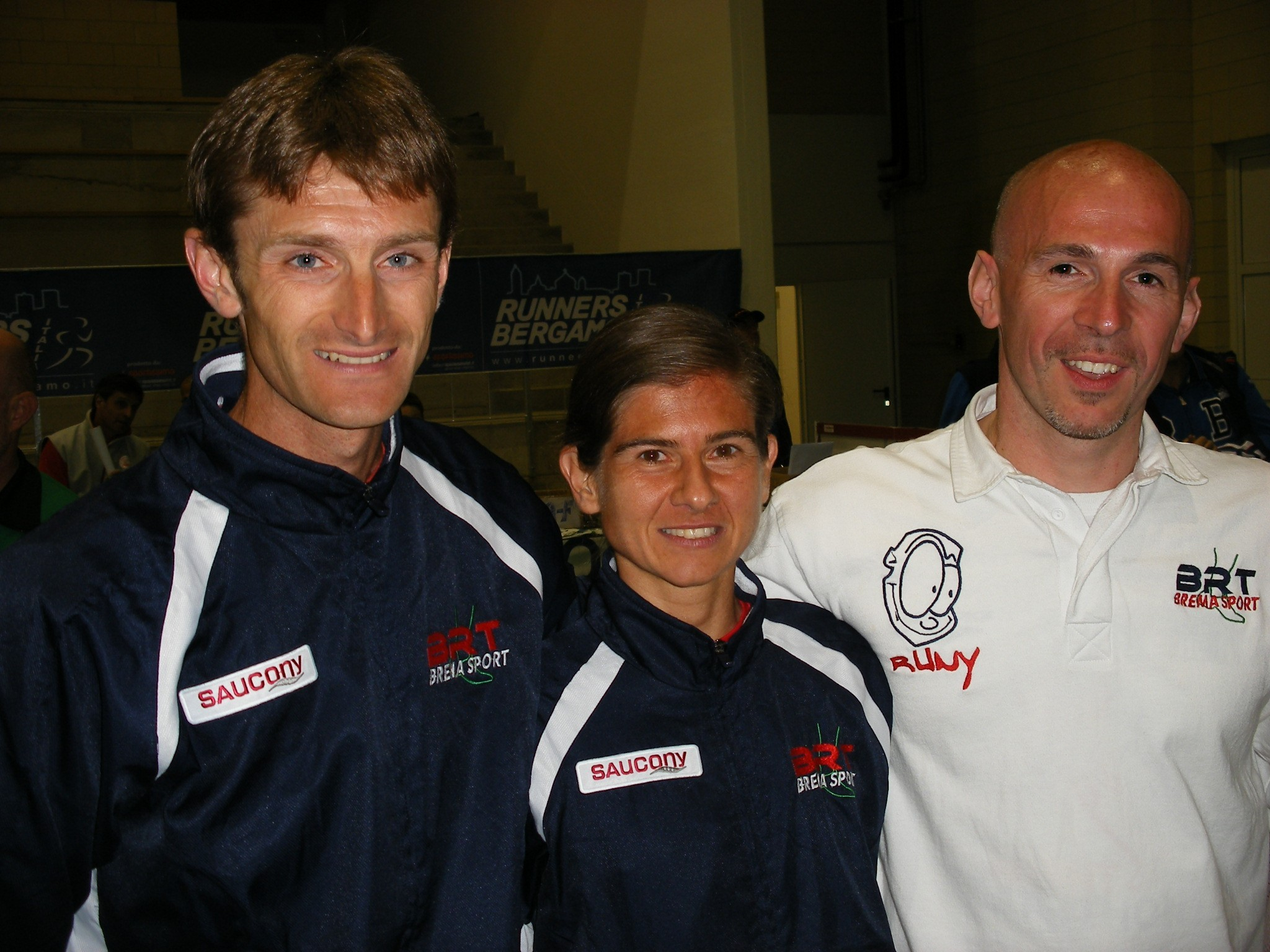
Monica Carlin e Marco Boffo primi classificati alla 6 ore Bergamasca, 19 aprile 2008

### Campionati mondiali
- Anno 2006 Medaglia d'argento individuale 100 chilometri 8 ottobre
- Anno 2006 Medaglia d'oro a squadre 100 chilometri 8 ottobre
- Anno 2008 Medaglia di bronzo individuale 100 chilometri 8 novembre
- Anno 2009 Medaglia di bronzo individuale 100 chilometri 19-20 giugno
- Anno 2010 Medaglia d'argento individuale 100 chilometri 31 ottobre

### Campionati europei
- Anno 2007 Medaglia di bronzo individuale 100 chilometri 8 settembre
- Anno 2007 Medaglia di bronzo a squadre 100 chilometri 8 settembre
- Anno 2008 Medaglia d'argento individuale 100 chilometri 8 novembre
- Anno 2008 Medaglia d'argento a squadre 100 chilometri 8 novembre
- Anno 2009 Medaglia d'argento individuale 100 chilometri 19-20 giugno
- Anno 2009 Medaglia di bronzo a squadre 100 chilometri 19-20 giugno
- Anno 2010 Medaglia d'argento individuale 100 chilometri 31 ottobre

### Campionati italiani
- Anno 2006 Titolo italiano individuale 50 chilometri 25 aprile
- Anno 2006 Titolo italiano individuale 100 chilometri 27 maggio
- Anno 2006 Titolo italiano individuale ultramaratona in salita 26 giugno
- Anno 2007 Titolo italiano individuale ultramaratona in salita 24 giugno
- Anno 2007 Titolo italiano individuale 50 chilometri 14 ottobre
- Anno 2008 Titolo italiano individuale 100 chilometri 31 maggio
- Anno 2008 Titolo italiano individuale 6 ore su strada 6 settembre
- Anno 2010 Titolo italiano individuale 6 ore su pista 25 settembre
- Anno 2011 Titolo italiano individuale 100 chilometri 28 maggio
- Anno 2011 Titolo italiano individuale 6 ore su strada 30 luglio

### Record
- Miglior prestazione italiana 6 ore su strada: 80,705 chilometri 19 aprile 2008 - 6 ore Bergamasca - Ciserano (BG)
- Miglior prestazione italiana 6 ore su pista: 79,804 chilometri 25 settembre 2010 - Lupatotissima - San Giovanni Lupatoto (VR)

## Competizioni

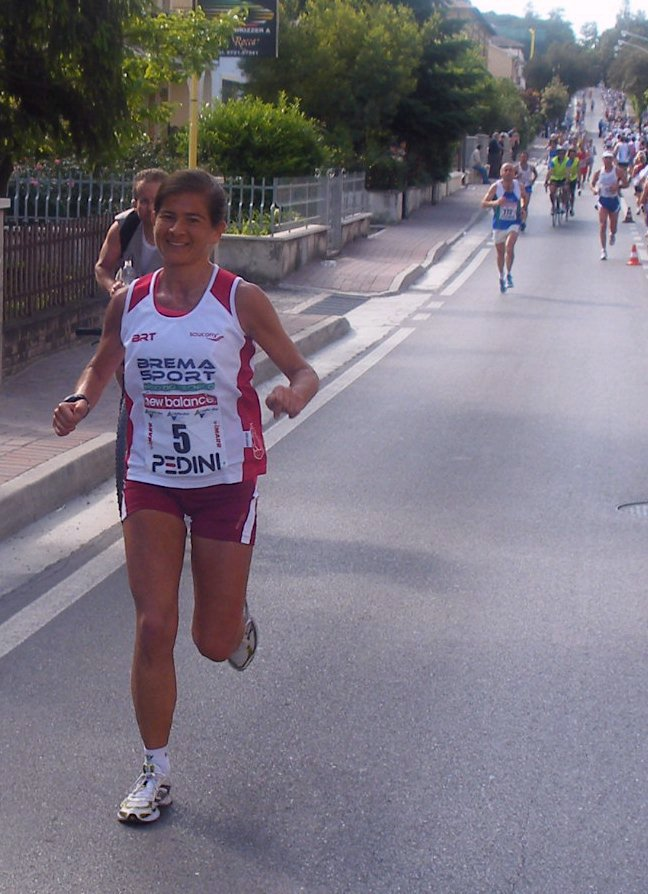
Monica Carlin ColleMar-Athon, 5 maggio 2008

### Anno 2004
- Maratona di Milano, 28 novembre 2004: 22ª in 3:12:30 gara di esordio in maratona.

### Anno 2005
- Maratona di Brescia, 20 marzo 2005: 5ª in 3:04:43
- Maratona di Padova, 24 aprile 2005: 8ª in 3:02:54
- Mezza maratona di Brescia, 18 settembre 2005: 7ª in 1:25:34
- Mezza maratona di Egna, 9 ottobre 2005: 1ªin 1:23:20
- Maratona di Venezia, 23 ottobre 2005: 8ª in 2:52:48
- Maratona di Calderara, 6 novembre 2005: 1ªin 2:52:52
- Mezza maratona di Riva del Garda, 13 novembre 2005: 10ª in 1:19:52
- Maratona di Milano, 4 dicembre 2005: 10ª in 2:53:04

### Anno 2006
- Maratona di Piacenza, 4 marzo 2006: 2ª in 2:52:46
- 60 chilometri del Trasimeno, 12 marzo 2006: 1ªin 4:31:19 Record della gara
- Mezza maratona di Verona, 19 marzo 2006: 8ª in 1:23:01
- 100 chilometri di Sicilia, 1º aprile 2006: 1ªin 8:43:55 Record della gara
- Mezza maratona di Caldaro, 9 aprile 2006: 5ª in 1:24:22
- 50 km di Romagna, 25 aprile 2006: 1ªin 3:38:12
- Brescia Art Marathon, 30 aprile 2006: 3ªin 2:49:29
- Maratona del Custoza, 14 maggio 2006: 1ªin 2:49:57 Record della gara
- 100 chilometri del Passatore, 27 maggio 2006: 1ªin 7:51:38 Record della gara
- Pistoia Abetone, 26 giugno 2006: 1ªin 4:19:09
- Ecomaratona del Ventasso, 4 marzo 2006: 1ªin 4:17:51
- Mezza maratona Bormio Stelvio, 19 marzo 2006: 1ªin 1:59:51 Record della gara
- Swiss Alpine Marathon (78 chilometri), 28 luglio 2006: 6ª in 7:47:58
- Camignada (Misurina 30 chilometri), 20 agosto 2006: 4ª in 3:32:58 Corsa in montagna
- Prealpi Marathon (30 chilometri), 6 agosto 2006: 1ªin 2:39:57 Corsa in montagna Record della gara
- Marcialonga Running 24 chilometri, 3 settembre 2006: 1ªin 1:32:05
- Maratona del Piceno, 10 settembre 2006: 1ªin 2:50:10
- Volterra San Gimignano 27,8 chilometri, 17 settembre 2006: 1ªin 1:54:00
- Campionati del mondo 100 chilometri (Misari Korea), 8 ottobre 2006: 2ª in 7:29:16
- Campionati del mondo 100 chilometri, 8 ottobre 2006: Oro nella classifica a squadre con record italiano.
- Mezza maratona di Bronzolo, 22 ottobre 2006: 1ªin 1:18:33
- Mezza maratona di Calderara, 5 novembre 2006: 1ªin 1:18:18
- Maratona di Livorno, 12 novembre 2006: 1ªin 2:45:16
- Maratona del Firenze, 26 novembre 2006: 2ª in 2:46:31

### Anno 2007
- Strasimeno 58 chilometri, 11 marzo 2007: 1ªin 4:04:37
- Maratona di Roma, 18 marzo 2007: 18ª in 2:55:34
- Mezza maratona di Villa Lagarina, 25 marzo 2007: 5ª in 1:21:40
- Maratona del Lamone, 1º aprile 2007: 1ªin 2:45:55
- Maratona dell'Adriatico, 29 aprile 2007: 1ªin 2:56:02
- Maratona del Riso, 1º maggio 2007: 1ªin 2:51:34
- Maratona del Custoza, 11 maggio 2007: 1ªin 2:52:30
- Cortina Dobbiaco, 3 giugno 2007: 4ª in 2:01:30
- Jesolo Nght Marathon 16 giugno 2007: 2 a in 2:50:55
- Pistoia Abetone, 24 giugno 2007: 1ªin 3:59:48
- Prato Bocca di Rio (maratona), 1º luglio 2007: 1ªin 3:11:50 – Gara con un dislivello di 1050 metri.
- 50 chilometri del Gran Sasso, 14 luglio 2007: 1ªin 3:33:54
- Stralivigno (mezza maratona, 29 luglio 2007: 6ª in 1:40:40
- Marcialonga Running 24 chilometri, 3 settembre 2007: 1ªin 1:34:10
- Campionati del mondo 100 chilometri (Winschoten – Olanda), 8 settembre 2007: 5ª in 7:40:36 bronzo europeo individuale e a squadre
- Garda Lake Marathon, 23 settembre 2007: 2ª in 2:47:46
- Giro podistico Chianti Rufino, 29 e 30 settembre 2007: 1ª
- Mezza maratona di Egna, 7 ottobre 2007: 3ªin 1:22:16
- Palermosupermarathon – 50 chilometri, 14 ottobre 2007: 1ªin 3:32:17
- Maratona di San Remo, 9 dicembre 2007: 1ªin 2:55:58

### Anno 2008
- Hybla Barocco Marathon, 20 gennaio 2008: 1ªin 2:51:46
- Maratona di Siracusa, 17 febbraio 2008: 1ªin 2:51:34
- Belluno Feltre – 31,2 chilometri, 14 ottobre 2007: 1ªin 2:00:54
- 60 chilometri del Trasimeno, 9 marzo 2008: 1ªin 4:07:58
- Maratona di Treviso, 30 marzo 2008: 4ª in 2:44:44
- Maratona del Lamone, 6 aprile 2008: 1ªin 2:52:22
- Mezza maratona dei Dogi, 13 aprile 2008: 2ª in 1:19:19
- 6 ore Bergamasca, 19 aprile 2008: 1ª80,705 chilometri – Record italiano su strada
- ColleMar-athon, 4 maggio 2008: 1ªin 2:49:03
- 100 km del Passatore, 31 maggio 2008: 1ª7:39:42 - Record della gara
- Maratona Prato Bocca di Rio, 6 luglio 2008: 1ªin 3:15:25
- 6 ore nella Città di Angizia 6 settembre 2008: 1ªcon 76,257 chilometri
- Lake Garda Marathon - Limone sul Garda (BS), 28 settembre 2008: 1ªin 2:46:35
- Maratona Mediterranea - Pescara, 5 ottobre 2008: 2ª in 2:55:30
- Venicemarathon - Venezia, 26 ottobre 2008: 7ª in 2:50:42 - prima italiana
- Campionati del mondo ed europei di ultramaratona della 100 km - Tarquinia, 8 novembre 2008: 3ªmondiale e 2ª europea-individuale e a squadre-in 7.35.38
- Maratona dei 6 Comuni - Malo di Vicenza, 23 novembre 2008: 1ªin 2:58:25

### Anno 2009
- Mezza Maratona della Vittoria Alata - Vittorio Veneto 8 febbraio 2009: 3ªin 1:23:10
- Maratona di Siracusa 15 febbraio 2009: 1ªin 2:52:51
- Strasimeno 58 km a Castiglione del Lago (PG) 8 marzo 2009: 1ªin 4:17:23
- Maratona di Treviso 29 marzo 2009 6ª in 2:51:06
- 50 km di Romagna 25 aprile 2009 Castel Bolognese (RA) 1ªe record del nuovo percorso in 3:31:41
- Maratona del Custoza 10 maggio 2009 Sommacampagna (VR) 1ªe nuovo record del percorso in 2:49:14
- 10 Miglia del Montello 17 maggio 2009 Montebelluna (TV) 2ª in 1:00:43
- Jesolo Night Marathon 23 maggio 2009 Jesolo (VE) 3ªin 3:03:56
- 100 km della Notte delle Fiandre 19-20 giugno 2009 Torhout (BEL) 3ªmondiale e 2ª europea in 7:53:58
- Mapei Day - Bormio-Stelvio 22 km 12 luglio 2009 Bormio (SO) 1ªin 2:03:40
- Marcialonga Running 25,5 km 6 settembre 2009 Cavalese (TN) 3ªin 1:41:17
- Verona-Bosco Chiesanuova 32 km 13 settembre 2009 Bosco Ciesanuova (VR) 1ªin 1:28:58
- Lake Garda Marathon 27 settembre 2009 Malcesine (VR) 1ªin 2:50:32
- Maratona d'Italia 11 ottobre 2009 Carpi (MO) 8ª in 2:52:13
- Maratona di Venezia 24 ottobre 2009 13ªin 2:56:30
- Finale mondiale IAU 50 km 31 ottobre 2009 GIBILTERRA 2ª in 3:37:10
- Mezza Maratona dei Sei Comuni 15 novembre 2009 Malo (VI) 8ª in 1:26:27

### Anno 2010
- Montefortiana 21 km 7ª in 1:29:27
- Hybla Barocco Marathon 24 gennaio 2010: 1ªin 2:57:33
- Maratona del Salento 7 febbraio 2010: infortunio in gara
- Pistoia Abetone, 27 giugno 2006: 4ª in 4:13:20
- Mapei Day - Bormio-Stelvio 22 km 11 luglio 2010 Bormio (SO): 2ª in 2:05:54
- Finale Mondiale 50 km 29 agosto 2010: ritirata
- Lupatotissima 6 ore in pista 25 settembre 2010: 79,804 km Miglior Prestazione Italiana
- Garda Lake Marathon 10 ottobre 2010 Limone sul Garda(BS)- Malcesine(VR): 1ªin 2:54:25
- Maratona di Venezia 24 ottobre 2010: 12ª in 2:52:32
- Campionato del mondo della 100 km su strada 31 ottobre 2010 Gibilterra: 2ª in 7:30:50
- Coast to Coast Maratona 19 dicembre 2010 Sorrento(NA)- Salerno(NA): 1ªin 2:52:02 record gara

### Anno 2011
- Maratona sul Brembo 6 gennaio 2011 Roncola di Treviolo (BG): 2ª in 3:01:34
- Maratonina Demmy 23 gennaio 2011 Monteforte d'Alpone (VR): 3ªin 1:27:15
- Maratona Città di Napoli 30 gennaio 2011 Napoli (NA): 1ªin 2:53:24
- 10 chilometri T.I.A.M.O. 13 febbraio 2011 Viareggio (LU) : 3ªin 0:37:22
- Maratona di Verona 20 febbraio 2011 Verona (VR) : 4ª in 2:47:25
- Strasimeno 7 marzo 2011 Castiglione del Lago (PG) : 1ªin 4:06:42 record del percorso e quinta vittoria della gara su cinque partecipazioni
- Maratona di Roma 20 marzo 2011 Roma: 15ª in 2:51:11
- Maratona del Lamone 3 aprile 2011 Russi (RA) : 1ªin 2:55:31
- 50 km di Romagna 25 aprile 2011 Castel Bolognese (RA) : 1ªin 3:29:38 record del percorso e terza vittoria su tre partecipazioni
- L'Ora di Martellago 1º maggio 2011 Martellago (VE) : 1ªcon 15,576 km record del percorso
- Maratona del Custoza 8 maggio 2011 Sommacampagna (VR) : 1ªin 2:53:44
- 10 Miglia del Montello 15 maggio 2011 Giavera del Montello (TV) : 8ª in 1:03:45
- 100 Chilometri del Passatore 28 maggio 2011 Firenze-Faenza (RA) : 1ªin 7:45:28 tempo secondo al solo record ottenuto dalla stessa Carlin nel 2008;
- Maratona "Gletschermarathon" 3 luglio 2011 Imst (AUT) : 3ªin 3:06:08
- Bormio-Stelvio "Mapei Day" 17 luglio 2011 Bormio (SO) : 2ª in 02:09:37
- 6 Ore nella città di Curinga 30 luglio 2011 Curinga (CZ) : 1ªcon 70,305 km Campione italiano 6h su strada: infortunata
- Gardaland Half Marathon 2 ottobre 2011 Borghetto-Castelnuovo del Garda (VR) :5ª in 1:29:24
- Garda Lake Marathon 9 ottobre 2011 Limone(BS)-Malcesine(VR) : 2ª in 3:02:48
- Mezza Maratona di Mirano 16 ottobre 2011 Mirano(VE) : 1ªin 1:25:46
- Venicemarathon 23 ottobre 2011 Strà-Venezia(VE) : 9ª in 2:57:11
- Maratonina di San Martino: 5ª in 1:24:32
- Maratonina d'Autunno - Frangarto (BZ): 6ª in 1:24:18
- Mezza Maratona dei 6 Comuni - Malo-Thiene (VI): 1ªin 1:23:26
- Maratona di Firenze: 9ª e terza italiana in 1:51:33
- Maratona Coast to Coast - Sorrento(NA)-Maiori(SA): 1ªin 2:55:02

### Anno 2012
- Maratona di Treviso 4 marzo 2012: 2ªin 2:54:36
- Maratona di Roma 18 marzo 2012: 19ªin 3:00:22
- Mezza Maratona di Caldaro 25 marzo 2012 (Caldaro-BZ): 1ªin 1:24:17
- Maratona del Lamone 1º aprile 2012 (Russi di Ravenna-RA): 1ªin 2:53:01
- Mondiali della 100 km 22 aprile 2012 (Seregno-BG): ritirata
- 10 Miglia del Montello 6 maggio 2012 (Volpago del Montello-TV): 6^in 1:02:10
- 100 km del Passatore 26 maggio 2012 (Firenze-Faenza-RA): 1ªin 7:35:07 record della gara
- Pistoia-Abetone 50 km 24 giugno 2012: 1ªin 4:00:35 secondo miglior tempo delle 37 edizioni svolte
- Trofeo Piana Rotaliana 11 luglio 2012 (Mezzolombardo-TN) cittadina 5 km: 6ª in 19:23
- Transacqua-Caltena 14 luglio 2012 (Transacqua-TN) corsa in montagna 9 km: 2ª in 48:36:00
- Giro del Lago di Resia 28 luglio 2012 (Curon-BZ) 15,3 km: 2ª in 1:00:33
- Mezza Maratona di Scorzè 4 agosto 2012 (Scorzè-TV): 3ª in 1:25:34
- Peschedada 15 agosto 2012 (Canal San Bovo-TN) corsa in montagna 9 km: 1ª in 51:55:00
- Marcialonga Running 2 settembre 2012 (Cavalese-TN) 25,62 km: 2ª in 1:40:39,5
- Mezza Maratona del Concilio 16 settembre 2012 (Trento): 1ª in 1:21:20